# Hella (muzičar)
Hela (engl. Hella) je klavijaturistkinja finske hard rok grupe Lordi. U bend dolazi 2012. godine, ubrzo nakon odlaska bivše klavijaturistkinje Ave. Njen pravi identitet još uvek nije poznat.

## Lik Hele
Helin pravi ljudski identitet i poreklo ostaju nepoznati, uprkos intenzivnim istraživanjima. Jedino što se sigurno zna je da je ona jedna od žrtava ozloglašenog ludaka poznatog samo kao Ruiz i da je ona rezultat njegovih uvrnutih i ludih eksperimenata. Hela je bila zarobljena i držana u zatočenistvu mesecima od strane Ruiza, sve dok konačno nije brutalno obavijena u plastiku i gumu. Ruizova bolesna kompulzija bila je da iz zabave pokuša da napravi  pravu lutki veličine živog čoveka. Desetine leševa mladih devojaka pronađeno je u njegovom podrumu za vreme njegovog hapšenja na leto 1985. godine. Sve su bile jako izgorele kada su potopljene u vrelu plastiku. Zglobovi su im bili probušeni a kosti slomljene sa velikim, ručno izrađenim metalnim šrafovima.
Nekim od žrtava temena su bila odsečena i zamenjena plavim perikama. Takodje su im uklonjene i zamenjene sa loše ofarbanim staklenim očima. Ove operacije su dovele do momentalne smrti žrtava. Mnogi fizički dokazi su ostali očuvani, vodeći do zaključka da je bilo 13 žrtava. Ali njeno telo nikada nije pronađeno. Ovaj nesumnjivo uznemirujući dokaz, očna jabučica i lobanja, pronađeno je da pripada jednoj misterioznoj devojci koja je nekim čudom uspela ne samo da ostane živa, već i da pobegne nakon operacije. Podaci o tome gde se ona nalazi su nepoznati, ali mnogi očevidci su godinama prijavljivali kako su je videli.
Ova jedina preživela žrtva, "živa lutka", poznata je kao Hela.
Hela je poznata i po svojim nadimcima: „Plastično dete“, „Zapaljena i zakopana“, „Napuštena lutka“, „Paklena igračka“, „Skrebi“ i „Sindi“.

## Diskografija

### Lordi
- To Beast Or Not To Beast (2013)
- Scare Force One (2014)

### Ostalo
- Postikortteja Helvetistä: Miksi? (2014) - Vokal